# Genrō
Genrō (japanisch 元老 ‚Ältester‘) war die inoffizielle Bezeichnung für pensionierte Staatsmänner, die als Gründungsväter des modernen Japan galten. Sie dienten als informelle Berater des Tennō während des Japanischen Kaiserreichs ab der Meiji-Zeit.
Die Institution des Genrō hat ihren Ursprung in dem Rojū (Shōgunats-Rat) der Edo-Zeit. Der Begriff selber wurde vermutlich von einer Zeitung im Jahre 1892 geprägt. Häufig wird er mit der Genrōin (Ältestenrat), verwechselt, einem frühen Parlament das von 1875 bis 1890 bestand. Die Genrō standen jedoch in keiner Verbindung mit dessen Gründung oder Auflösung.
Erfahrene Führer der Meiji-Restauration wurden vom Tennō als Genkun – kaiserliche Ratgeber – ausgewählt. Mit der Ausnahme des Kuge-Adligen Saionji Kimmochi kamen alle Genrō aus niederen Samurai-Familien aus den Lehen (Han) Satsuma und Chōshū. Beide Lehen waren maßgeblich am Sturz des früheren Tokugawa-Shōgunats im Boshin-Krieg beteiligt, der zur Meiji-Restauration führte. Die Genrō hatten das Recht der Auswahl und Nominierung des japanischen Premierministers, der dann von Tennō bestätigt werden musste.
Die ersten sieben Genrō waren alle frühere Sangi (kaiserliche Ratgeber), ein Posten der 1885 abgeschafft wurde. Die Genrō sind auch als Meiji-Oligarchen bekannt, wobei nicht alle Meiji-Oligarchen Genrō waren.
Die Institution des Genrō erlosch 1940 mit Tod von Saionji Kimmochi.

## Liste der Genrō
| 1889                | 1891                    | 1892?          | 1898            | 1900 | 1902 | 1904 | 1909 | 1912 | 1913 | 1915 | 1916 | 1922 | 1924 | 1934                   | 1940 |
| Itō Hirobumi (C)    |                         |                |                 |      |      |      |      |      |      |      |      |      |      |                        |      |
| Kuroda Kiyotaka (S) |                         |                |                 |      |      |      |      |      |      |      |      |      |      |                        |      |
|                     | Yamagata Aritomo (C)    |                |                 |      |      |      |      |      |      |      |      |      |      |                        |      |
|                     | Saigō Tsugumichi (S)    |                |                 |      |      |      |      |      |      |      |      |      |      |                        |      |
|                     | Matsukata Masayoshi (S) |                |                 |      |      |      |      |      |      |      |      |      |      |                        |      |
|                     |                         |                | Inoue Kaoru (C) |      |      |      |      |      |      |      |      |      |      |                        |      |
|                     |                         | Ōyama Iwao (S) |                 |      |      |      |      |      |      |      |      |      |      |                        |      |
| Katsura Tarō (C)    |                         |                |                 |      |      |      |      |      |      |      |      |      |      |                        |      |
|                     | Saionji Kimmochi (Kuge) |                |                 |      |      |      |      |      |      |      |      |      |      |                        |      |
|                     |                         |                |                 |      |      |      |      |      |      |      |      |      |      | Staatministerkonferenz |      |